# Summer Sanitarium Tour
Summer Sanitarium Tour foi um evento musical liderado pela banda norte-americana de heavy metal Metallica. A primeira edição aconteceu durante o verão de 2000, com 20 shows nos Estados Unidos. Uma segunda edição foi realizada durante o verão de 2003, com 21 shows na América do Norte. A turnê foi patrocinada pela MTV e Mars Music, e promovida pela SFX Concerts.

## Antecedentes
Foi a última turnê do baixista Jason Newsted, que deixou a banda em janeiro de 2001. Antes do show em Atlanta em 7 de julho de 2000, o vocalista James Hetfield machucou as costas em um acidente de jet ski e foi forçado a ficar de fora de três shows. Newsted tocou a maioria das músicas durante esses shows, e os vocais e guitarra base também foram levados por músicos de bandas de apoio, como Kid Rock e seus guitarristas Kenny Olson e Jason Krause, Serj Tankian e Daron Malakian do System of a Down, e Jonathan Davis de Korn.
A turnê se tornou a de maior bilheteria em ambas as edições. Ela arrecadou $42 milhões de dólares em 2000 e $48,8 milhões em 2003.

## Artistas de suporte
| 2000 - Korn - Kid Rock - Powerman 5000 - System of a Down | 2003 - Limp Bizkit - Linkin Park - Deftones - Mudvayne |

## Set list
A seguinte set list foi obtida do show realizado em 12 de julho de 2000, no Mile High Stadium em Denver, Colorado. Não representa todos os shows durante a turnê.
1. "Creeping Death"
2. "For Whom the Bell Tolls"
3. "Seek & Destroy"
4. "Fade to Black"
5. "Fuel"
6. "Whiplash"
7. "Sad but True"
8. "No Leaf Clover"
9. "King Nothing"
10. "Master of Puppets" / "Welcome Home (Sanitarium)"
11. "Battery"

Encore
1. "Nothing Else Matters"
2. "One"
3. "Turn the Page"
4. "Enter Sandman"